# Mario Marini (calciatore 1908)
Mario Marini (Prato, 24 febbraio 1908 – ...) è stato un calciatore italiano, di ruolo attaccante.

## Carriera
Gioca per diverse stagioni con il Prato, disputando anche 17 gare con 3 reti nel campionato di Divisione Nazionale 1928-1929 e 28 gare con 8 reti segnate nel campionato di Serie B 1929-1930.
Successivamente veste le maglie di Empoli, Prato e Benini Firenze.